# Yuan Baohua
Yuan Baohua (em chinês: 袁宝华; 13 de janeiro de 1916 – 9 de maio de 2019) foi um oficial econômico chinês e administrador acadêmico. O mesmo atuou como vice-ministro do Ministério da Indústria Metalúrgica, ministro do Ministério de Materiais, vice-diretor executivo da Comissão de Planejamento e diretor da Comissão Econômica. De 1985 a 1991, atuou como presidente da Universidade Renmin da China. Ele era mentor de Zhu Rongji, o ex-primeiro-ministro chinês.

## Biografia
Yuan nasceu em 13 de janeiro de 1916 no condado de Nanzhao, Honã, na República da China. Ele entrou na Universidade de Pequim em 1934 para estudar matemática, depois transferindo-se para geologia. Em 1935, ele participou dos protestos estudantis de 9 de dezembro contra a agressão japonesa no norte da China. Juntou-se à Liga da Juventude Comunista em abril de 1936 e ao Partido Comunista da China (PCC) em setembro.
Quando o Japão lançou uma invasão em grande escala ao território chinês em 1937, Yuan retornou à sua cidade natal para organizar a resistência anti-japonesa. Em 1940, mudou-se para a sede do PCC em Yan'an para estudar na Escola Central do Partido. No ano seguinte, ele foi designado para o Departamento de Organização do Comitê Central do PCC.
Após a rendição do Japão em 1945, Yuan foi transferido para o nordeste da China, anteriormente ocupado pelos japoneses, onde serviu como secretário do partido no condado de Taonan e, mais tarde, secretário da juventude da província de Nenjiang.

## Carreira
Após a fundação da República Popular da China em 1949, Yuan serviu como secretário do Ministério da Indústria do Nordeste da China e diretor do Departamento de Planejamento. Em 1951, Zhu Rongji, então graduado universitário, foi designado para trabalhar no departamento de Yuan. Zhu, que mais tarde serviu como Premier da China, considerou-o seu melhor mentor.
Yuan foi posteriormente transferido para o governo central em Pequim para servir como chefe do Ministério da Indústria Pesada. Foi promovido a vice-ministro do Ministério da Indústria Metalúrgica, ministro do Ministério dos Materiais, vice-diretor executivo da Comissão de Planejamento e diretor da Comissão Econômica. Ele foi eleito membro suplente do 11º Comitê Central do Partido Comunista da China e membro efetivo do 12º Comitê Central. No 13º Congresso Nacional do Partido Comunista, em 1987, ele foi eleito membro da Segunda Comissão Consultiva Central.
De junho de 1985 a dezembro de 1991, Yuan serviu como presidente da Universidade Renmin da China. Durante seu mandato, ele estabeleceu os programas de gestão econômica e administrativa na universidade. O mesmo defendeu e liderou o estabelecimento da Academia Chinesa de Governança para treinamento profissional de funcionários do governo. Ele também defendeu o estabelecimento de programas de MBA nas universidades chinesas.
Ele escreveu muitos livros e artigos em uma carreira de cinco décadas. Em maio de 2015, seus escritos foram publicados em 10 volumes (em chinês: 袁宝华 文集). Zhu escreveu o prefácio para a coleção e saiu de sua aposentadoria para promover sua publicação. Em 9 de maio de 2019, Yuan morreu em Pequim aos 103 anos de idade.